# شاهزاده روم
شاهزاده روم (به انگلیسی: Princess of Rome) یک انیمیشن سینمایی ایرانی در ژانر  درام تاریخی به تهیه‌کنندگی حامد جعفری است. این فیلم اولین انیمیشن سینمایی «گروه هنر پویا» بعد از به هم پیوستن دو استودیو هفت سنگ و سلوک در قالب گروه هنر پویا محسوب می‌شود  که نزدیک به ۱۵۰ نفر از جوانان ایرانی در ساخت آن مشارکت داشته‌اند. این فیلم به تهیه‌کنندگی حامد جعفری و کارگردانی هادی محمدیان طبقی و با همکاری گروه نویسندگان شامل زهرا برطیع، عباس شراراه، هادی محمدیان و حامد جعفری، بر اساس ایده‌ای از زهرا برطیع و عباس شراره در گروه هنر پویا ساخته شده است. شاهزاده روم در سال‌های ۱۳۹۲ تا ۱۳۹۴ توسط گروه هنر پویا ساخته شده است و موسسه میم للانتاج الثقافی در فرایند ایده‌پردازی و توزیع فیلم در کشورهای خارجی به ویژه کشورهای عرب زبان مشارکت داشت.
از دیگر عوامل کلیدی این اثر می‌توان به ناصر طهماسب مدیر دوبلاژ، آریا عظیمی نژاد آهنگسازی، حسن ایوبی تدوین، حسین مهدوی طراحی و ترکیب صدا اشاره کرد. این انیمیشن برای نخستین بار در سی‌وسومین جشنواره بین‌المللی فیلم فجر در ایران اکران شد.

## خلاصه داستان
«شاهزاده روم» داستان عاشقی و دلدادگی شاهزاده‌ای پاکدامن و مسیحی به نام «ملیکا» را روایت می‌کند که از تبار پدر از نوادگان «یشوعا» وصی عیسی(ع) و از تبار مادر نواده «قیصر کبیر روم» است. سرنوشت این بانو به گونه‌ای رقم می‌خورد که وی به سرزمین‌های اسلامی عزیمت کرده و به همسری امام حسن عسکری(ع) در می‌آید.

## اکران در ایران
شاهزاده روم در آبان ماه سال ۱۳۹۴ در گروه آزاد (بدون سرگروه) در سینماهای سراسر ایران به اکران عمومی درآمد و به عنوان سومین فیلم پرمخاطب اکران سال ۱۳۹۴ ایران و پرمخاطب‌ترین انیمیشن سینمای ایران (تا آن سال با جذب بیش از یک میلون مخاطب در سینماهای سراسر کشور) شناخته شد. از جمله حواشی اکران این فیلم، برگزاری افتتاحیه فیلم با حضور وزیر ارتباطات بوده است.

## اکران بین المللی
شاهزاده روم ابتدا در ایران به اکران درآمد و سپس نسخه دوبله شده آن به زبان عربی و انگلیسی در کشورهای انگلستان، لبنان، عراق، کویت، امارات متحده عربی، مجارستان، فرانسه، استرالیا، کانادا و چند کشور دیگر روی پرده سینماها رفته و مورد استقبال مخاطبان قرار گرفت.

## عوامل فیلم
عوامل اصلی این فیلم عبارتند از:
- کمپانی: گروه هنر پویا
- تهیه کننده: حامد جعفری
- ایده پرداز و مشاور فیلم: عباس شراره
- گروه نویسندگان: زهرا برطیع، عباس شراره، هادی محمدیان طبقی و حامد جعفری
- کارگردان: هادی محمدیان طبقی
- آهنگساز: آریا عظیمی نژاد
- تدوین: حسن ایوبی
- سرپرست گویندگان: ناصر طهماسب
- طراحی و ترکیب صدا: حسین مهدوی
- مدیر تولید: مهدی پاکدل
- سرپرست نورپردازی: مهرداد فرضی
- سرپرست رندرستاپ: امیرعباس فیض
- سرپرست کاراکترستاپ: حسام فیروزنیا
- سرپرست انیمیت: علی نیکو رزم
- سرپرست جلوه‌های بصری: سجاد ربیعی
- سرپرست روابط عمومی: هادی فیروزمندی

## صداپیشگان

### گروه دوبله نهایی
- مریم شیرزاد در نقش بانو ملیکا
- ناصر طهماسب در نقش کشیش مسیحی
- منوچهر والی زاده در نقش کرایتوس
- حسین عرفانی در نقش آهنگر
- محمدعلی دیباج در نقش قیصر
- جواد پزشکیان
- کریم بیانی
- علی محمد اشکبوس
- مریم رادپور
- محمدعلی جان‌پناه
- سیما رستگاران
- مینا قیاس‌پور
- مریم بنائی
- نسیم رضاخانی
- شهراد بانکی
- علیرضا دیباج
- علیرضا اشکبوس

### گروه صدای شاهد
- اکبر منافی
- مریم رادپور
- شهراد بانکی
- مینا قیاس‌پور
- افسانه پوستی
- آرشاک قوکاسیان
- سمیه رهنمون
- حسین سرآبادانی